# Stužkovec
Stužkovec (Desmodium) je velký rod rostlin z čeledi bobovité. Zahrnuje asi 300 druhů bylin a keřů s drobnými květy, rozšířených v tropech a subtropech celého světa. Některé druhy mají využití zejména v místní asijské medicíně. Zajímavé jsou ploché článkované poltivé plody, podle nichž mají stužkovce i své jméno.

## Popis
Stužkovce jsou byliny, polokeře a keře. Listy jsou trojčetné nebo vlivem redukce postranních lístků pouze jednolisté, s palisty na bázi řapíku i na bázi jednotlivých lístků. Květy jsou spíše drobnější, uspořádané v úžlabních nebo vrcholových hroznech či latách, řidčeji jednotlivé nebo po 2 v úžlabí listů. U některých druhů je květenství hlávkovitě stažené. Kalich je zvonkovitý, dvoupyský, spodní 3 laloky jsou volné a prostřední nejdelší, horní jsou téměř nebo zcela srostlé. Koruna je bílá, zelenavá, růžová, purpurová nebo fialová. Pavéza je oválná, obvejčitá až téměř okrouhlá. Křídla bývají spojená s člunkem drobným přívěskem, člunek je dlouze zobanitý. Tyčinek je 10 a jsou dvoubratré nebo výjimečně jednobratré. Semeník je přisedlý nebo stopkatý, s několika až mnoha vajíčky. Lusky jsou zploštělé, obvykle nepukavé, příčně dělené v jednosemenné segmenty.

## Rozšíření
Desmodium je velký rod, zahrnující asi 280 až 300 druhů. Je rozšířen v tropech a subtropech celého světa, v Asii zasahuje také do mírného pásu. Největší druhové bohatství je ve východní Asii, Mexiku a Brazílii. Pro jednotlivé druhy tohoto rodu je charakteristické spíše široké rozšíření, mnohé byly zavlečeny do tropů všech kontinentů (např. Desmodium adscendens, D. barbatum, D. incanum), jiné se zase vyskytují v tropické Americe a Africe (např. D. scorpiurus, D. tortuosum) nebo v tropické Americe a Asii (D. triflorum) Je mezi nimi poměrně málo endemitů (např. D. gracillimum z jižního Tchaj-wanu).

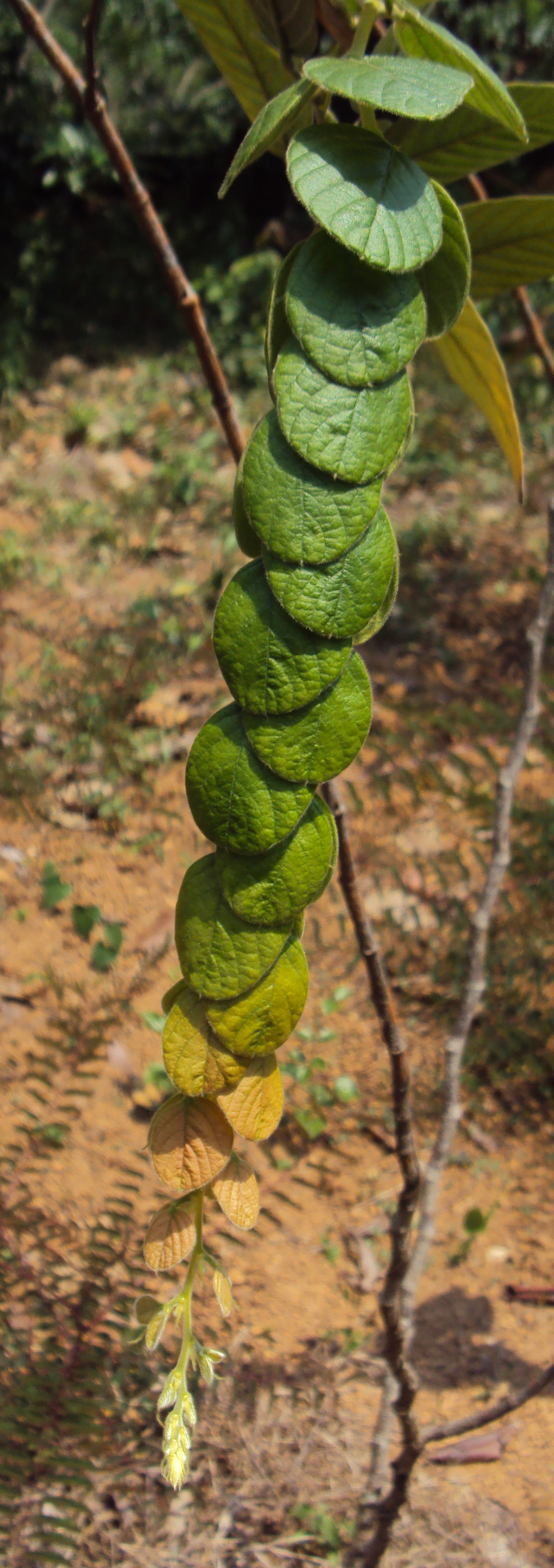
Zajímavý vzhled Desmodium pulchellum
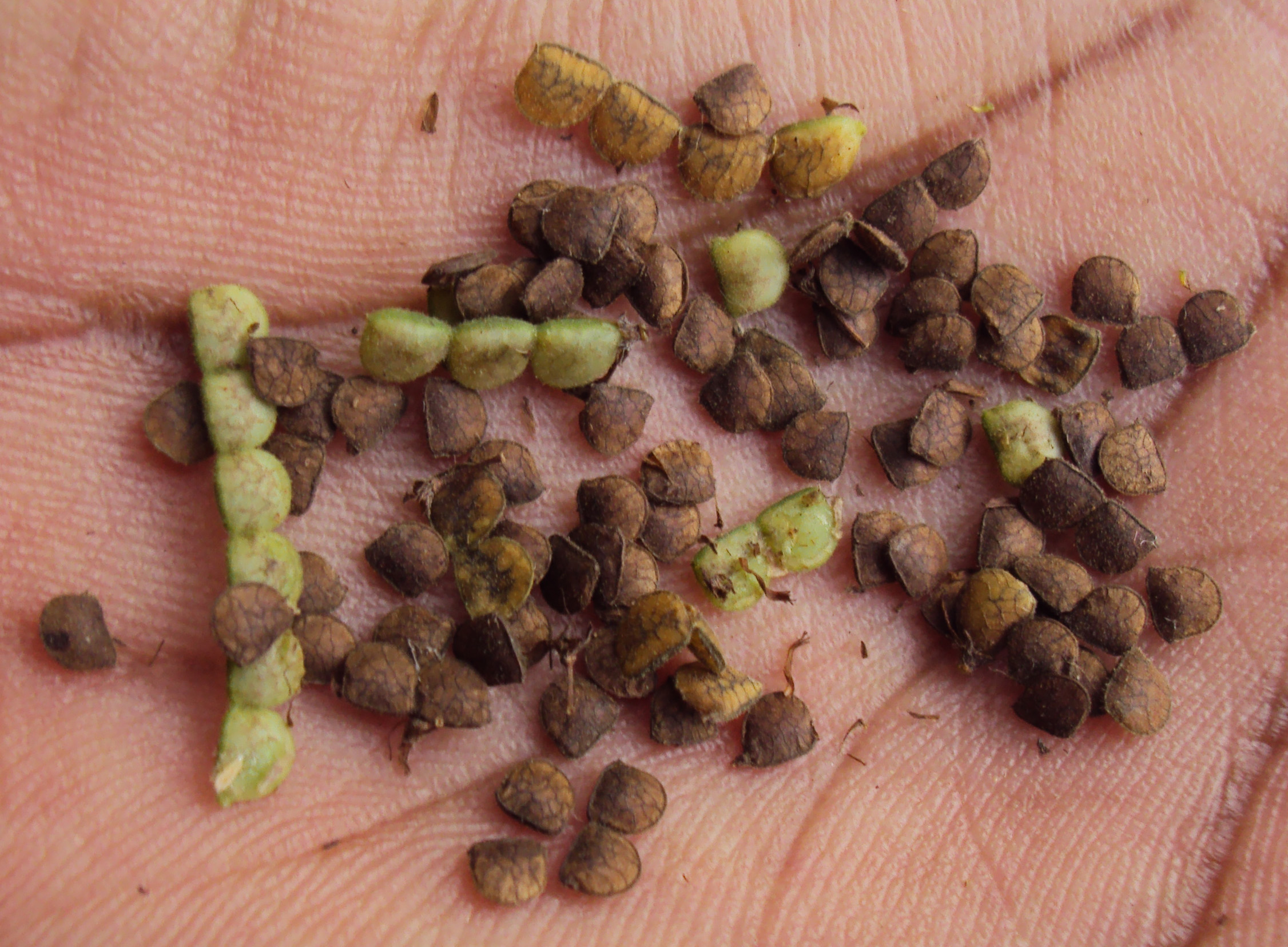
Rozpadavé plody D. gangeticum
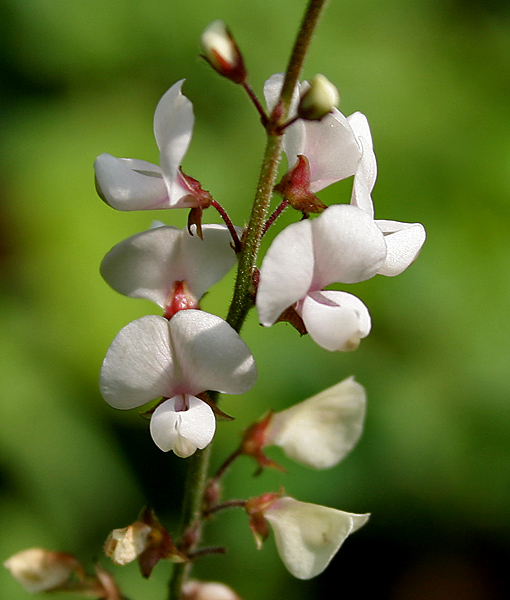
Detail květů D. gangeticum

## Taxonomie
Rod Desmodium je v taxonomii čeledi bobovité řazen spolu s dalšími asi 30 rody do tribu Desmodieae.

## Obsahové látky
Mezi účinné obsahové látky některých druhů stužkovce náležejí mj. tryptaminové alkaloidy.

## Význam
Stužkovce jsou oblíbené v místní medicíně zejména v Asii. Používají se vnitřně i zevně.
Druh Desmodium heterocarpon z Asie a Austrálie je využíván ke snižování horečky a při ošetřování pohmožděnin a namoženin. Asijský stužkovec D. multiflorum má potopudné účinky a je rovněž používán ke snižování horečky. Pomístní medicínské využití mají v Asii i četné další druhy, např. Desmodium gangeticum, D. triflorum, D. triangulare, D. pulchellum, D. heterophyllum a D. heterocarpum. V Latinské Americe jsou využívané zejména druhy Desmodium ascendens a D. incanum. Stužkovec Desmodium gangeticum je využíván i v homeopatii.
Některé druhy stužkovců lze pěstovat i v ČR. Jako okrasné rostliny mají stužkovce zcela okrajový význam a pěstují se ojediněle. Doporučuje se výsadba mezi trvalky nebo jako předsadba okrasných keřů. Množí se semeny nebo předjarními řízky. Letorosty zpravidla přes zimu odumírají až k zemi a na jaře vyraší znovu. Některé druhy lze nalézt ve sbírkách našich botanických zahrad, např. Desmodium gangeticum v tropickém skleníku a severoamerické D. glutinosum ve venkovní expozici Pražské botanické zahrady v Tróji.